# Silvervargen (Sverige)

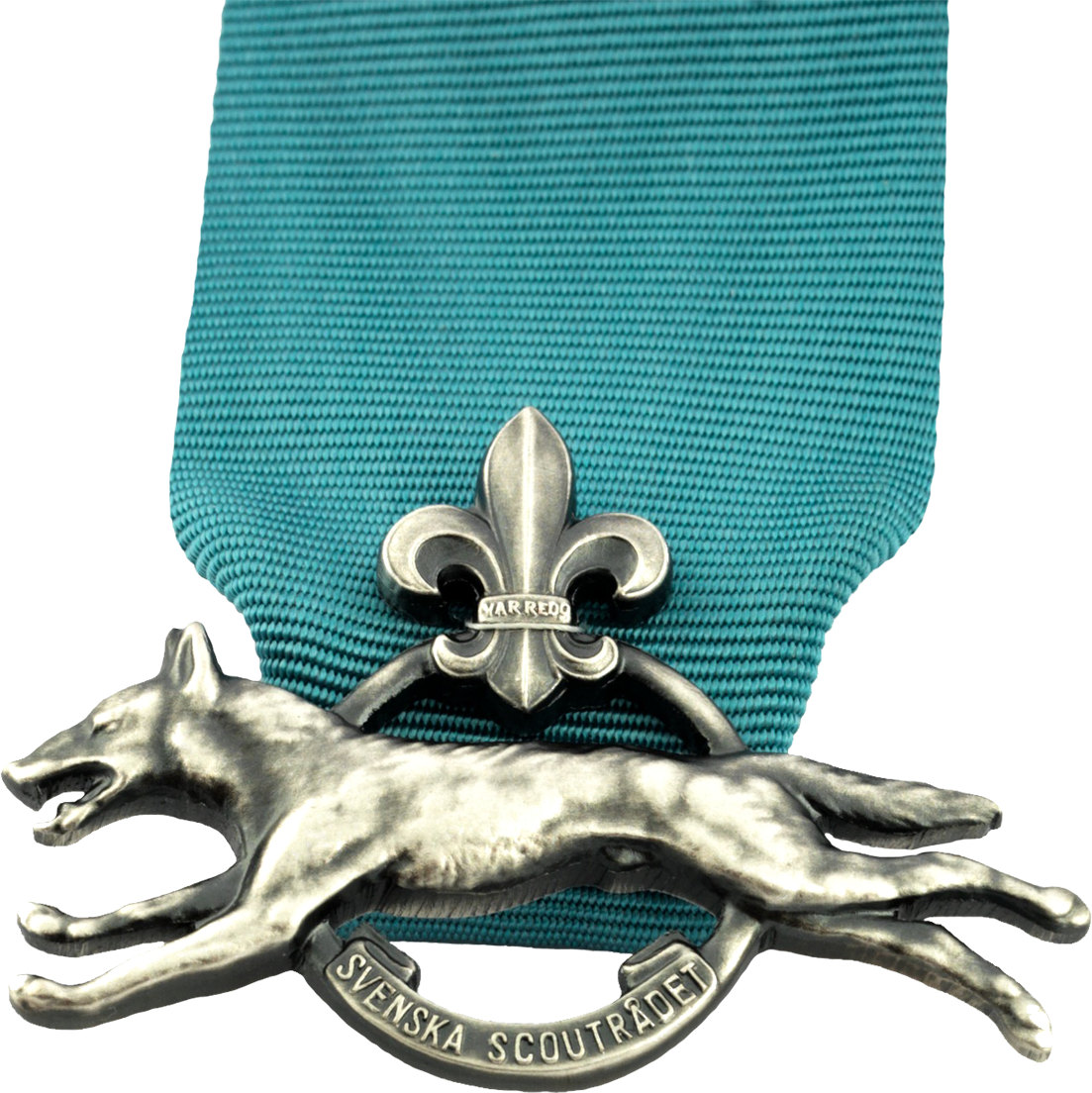
Silvervarg

Silvervargen är den högsta utmärkelsen inom svensk scoutrörelse. Den kan tilldelas aktiv ledare på nationell nivå för utomordentligt förtjänstfullt arbete för scoutrörelsens bästa. Silvervargen delas ut av Scouterna.

## Utförande
En stiliserad varg på en ring som upptill är försedd med liljan och nertill med orden ”Scouterna”. Vargen bärs i ett blått band runt halsen.

## Historia
Silvervargen instiftades av Sveriges Scoutförbund (nuvarande Scouterna) 1920 som tecknet för att man gjort extraordinära insatser för scouting. Man använde då ett inte längre använt vandrarscouts-/livscoutsmärke som var ett tecken på att man klarat uppgifterna för att bli livscout. Detta innebar att man frånsett att vara 1:a-klasscout även avlagt proven för sjukvårdsmärket och ytterligare 15 olika specialmärken.
När 1935 års världskonferens beslutade att varje scoutland skulle ha en Silvervarg som högsta utmärkelse på nationell nivå valde Sverige att fortsätta med Silvervargen men ändrade då så att Svenska Scoutunionen (nuvarande Scouterna) delade ut det. Vi detta tillfälle ändrades Silvervargens utseende till det den har idag. 
Den första Silvervargen i dess funktion som högsta utmärkelse tilldelades Ebbe Lieberath 1920. Den första att få Silvervargen i dess nya utförande var prins Gustaf Adolf 1935. Den ende som erhållit en Silvervarg både som vandrarscout-/livscoutsmärke och som en utmärkelse för extraordinära insatser är Gerdt Friberg som tilldelades Silvervargen som utmärkelse 1934. År 1970 tilldelades Ingrid Ericsson som första kvinna Silvervargen.

## Särskilda bestämmelser
Silvervargen ska utdelas av någon som redan innehar utmärkelsen. Den som erhållit Silvervargen kan inte tilldelas Gustaf Adolfs-märket. Silvervargen får samtidigt bara innehas av 25 aktiva scoutledare under 60 år.

## Lista på innehavare[3]
| Namn                              | Förbund                                              | Utdelad år | Nummer | Ålder                      |
| --------------------------------- | ---------------------------------------------------- | ---------- | ------ | -------------------------- |
| Ebbe Lieberath                    | Sveriges scoutförbund                                | 1920       | 1      | Tilldelad över 60 år sedan |
| Carl Edelstam                     | Sveriges scoutförbund                                | 1922       | 2      | Tilldelad över 60 år sedan |
| C H Ståhl                         | Sveriges scoutförbund                                | 1922       | 3      | Tilldelad över 60 år sedan |
| Ivar Aminoff                      | Sveriges scoutförbund                                | 1924       | 4      | Tilldelad över 60 år sedan |
| Lord Baden-Powell                 | Internationell                                       | 1924       | 5      | Tilldelad över 60 år sedan |
| Ivar Wallin                       | KFUM:s Scoutförbund                                  | 1927       | 6      | Tilldelad över 60 år sedan |
| Hubert Martin                     | Internationell                                       | 1927       | 7      | Tilldelad över 60 år sedan |
| Nils Påhlsson                     | Sveriges scoutförbund                                | 1931       | 8      | Tilldelad över 60 år sedan |
| Bertil Ekeroth                    | Sveriges scoutförbund                                | 1932       | 9      | Tilldelad över 60 år sedan |
| Gerdt Friberg                     | Sveriges scoutförbund                                | 1934       | 10     | Tilldelad över 60 år sedan |
| H.K.H. Prins Gustaf Adolf         | Svenska Scoutförbundet                               | 1935       | 11     | Tilldelad över 60 år sedan |
| Hugo Cedergren                    | KFUM:s Scoutförbund                                  | 1935       | 12     | Tilldelad över 60 år sedan |
| Sten Dahlstedt                    | KFUM:s Scoutförbund                                  | 1935       | 13     | Tilldelad över 60 år sedan |
| David Holmblad                    | KFUM:s Scoutförbund                                  | 1935       | 14     | Tilldelad över 60 år sedan |
| Sten Thiel                        | Sveriges scoutförbund                                | 1935       | 15     | Tilldelad över 60 år sedan |
| Edward Swedmark                   | KFUM:s Scoutförbund                                  | 1940       | 16     | Tilldelad över 60 år sedan |
| Elis Andersson                    | Sveriges scoutförbund                                | 1940       | 17     | Tilldelad över 60 år sedan |
| Per Stefan Olsson                 | KFUM:s Scoutförbund                                  | 1941       | 18     | Tilldelad över 60 år sedan |
| Greve Folke Bernadotte af Wisborg | Sveriges scoutförbund                                | 1941       | 19     | Tilldelad över 60 år sedan |
| Bror Wallin                       | Sveriges scoutförbund                                | 1944       | 20     | Tilldelad över 60 år sedan |
| Frithiof Dahlby                   | Sveriges scoutförbund                                | 1945       | 21     | Tilldelad över 60 år sedan |
| Sven Andersson                    | Sveriges scoutförbund                                | 1945       | 22     | Tilldelad över 60 år sedan |
| Edvin Persson                     | KFUM:s Scoutförbund                                  | 1945       | 23     | Tilldelad över 60 år sedan |
| Kjell Bengtsson                   | KFUM:s Scoutförbund                                  | 1946       | 24     | Tilldelad över 60 år sedan |
| Lennart Wennerström               | Sveriges scoutförbund                                | 1946       | 25     | Tilldelad över 60 år sedan |
| Martin Åmark                      | Sveriges scoutförbund                                | 1947       | 26     | Tilldelad över 60 år sedan |
| Anders Blomgren                   | Sveriges scoutförbund                                | 1947       | 27     | Tilldelad över 60 år sedan |
| John Brogren                      | KFUM:s Scoutförbund                                  | 1947       | 28     | Tilldelad över 60 år sedan |
| Arvid Norén                       | KFUM:s Scoutförbund                                  | 1947       | 29     | Tilldelad över 60 år sedan |
| Robert Larsson                    | NTO:s scoutförbund                                   | 1947       | 30     | Tilldelad över 60 år sedan |
| John Skinner Wilson               | Internationell                                       | 1948       | 31     | Tilldelad över 60 år sedan |
| Bengt Junker                      | Sveriges scoutförbund                                | 1949       | 32     | Tilldelad över 60 år sedan |
| Arne Henriksson                   | NTO:s scoutförbund                                   | 1950       | 33     | Tilldelad över 60 år sedan |
| Bertil Berthel                    | IOGT:s scoutförbund                                  | 1950       | 34     | Tilldelad över 60 år sedan |
| Gösta Lundqvist                   | Sveriges scoutförbund                                | 1950       | 35     | Tilldelad över 60 år sedan |
| Pontus W Lönberg                  | Sveriges scoutförbund                                | 1954       | 36     | Tilldelad över 60 år sedan |
| Wilhelm Schröder                  | Sveriges scoutförbund                                | 1954       | 37     | Tilldelad över 60 år sedan |
| Ragnar Engberg                    | Sveriges scoutförbund                                | 1955       | 38     | Tilldelad över 60 år sedan |
| Thure Nilsson                     | KFUM:s Scoutförbund                                  | 1955       | 39     | Tilldelad över 60 år sedan |
| Svend Jensen                      | KFUM:s Scoutförbund                                  | 1955       | 40     | Tilldelad över 60 år sedan |
| Raoul Neveling                    | Sveriges scoutförbund                                | 1956       | 41     | Tilldelad över 60 år sedan |
| Yngve Flodquist                   | Sveriges scoutförbund                                | 1956       | 42     | Tilldelad över 60 år sedan |
| Tryggve Kastrup                   | KFUM:s Scoutförbund                                  | 1956       | 43     | Tilldelad över 60 år sedan |
| Ernst Nordlund                    | IOGT:s scoutförbund                                  | 1956       | 44     | Tilldelad över 60 år sedan |
| Göte Lundgren                     | IOGT:s scoutförbund                                  | 1956       | 45     | Tilldelad över 60 år sedan |
| Åke Sundelin                      | Svenska Scoutförbundet                               | 1957       | 46     | Tilldelad över 60 år sedan |
| Per Otto Säfström                 | Sveriges scoutförbund                                | 1957       | 47     | Tilldelad över 60 år sedan |
| Folke Roth                        | KFUM:s Scoutförbund                                  | 1957       | 48     | Tilldelad över 60 år sedan |
| Gösta Ternström                   | Sveriges scoutförbund                                | 1958       | 49     | Tilldelad över 60 år sedan |
| Gunnar Hult                       | Sveriges scoutförbund                                | 1958       | 50     | Tilldelad över 60 år sedan |
| Nils Söderberg                    | Sveriges scoutförbund                                | 1958       | 51     | Tilldelad över 60 år sedan |
| P O Martenius                     | KFUM:s Scoutförbund                                  | 1958       | 52     | Tilldelad över 60 år sedan |
| Dan C Spry                        | Internationell                                       | 1958       | 53     | Tilldelad över 60 år sedan |
| Erik W Nilsson                    | NTO:s scoutförbund                                   | 1959       | 54     | Tilldelad över 60 år sedan |
| Axel Leissner                     | Sveriges scoutförbund                                | 1960       | 55     | Tilldelad över 60 år sedan |
| Sigvard Jacobsson                 | Frälsningsarméns Scoutförbund                        | 1960       | 56     | Tilldelad över 60 år sedan |
| Erland Mörtberg                   | Sveriges scoutförbund                                | 1960       | 57     | Tilldelad över 60 år sedan |
| David Nilsson                     | Svenska Scoutförbundet                               | 1962       | 58     | Tilldelad över 60 år sedan |
| Christer Horn af Ranstzien        | KFUK-KFUM:s scoutförbund                             | 1962       | 59     | Tilldelad över 60 år sedan |
| Torsten Thaning                   | Svenska Scoutförbundet                               | 1963       | 60     | Tilldelad över 60 år sedan |
| Arne Lundberg                     | IOGT:s scoutförbund                                  | 1963       | 61     | Tilldelad över 60 år sedan |
| Arne Broberg                      | Svenska Scoutförbundet                               | 1964       | 62     |                            |
| Henry Borgenäs                    | Frälsningsarméns Scoutförbund                        | 1964       | 63     |                            |
| Åke Andrén                        | KFUK-KFUM:s scoutförbund                             | 1965       | 64     |                            |
| Rune Larsson                      | NTO:s scoutförbund                                   | 1965       | 65     |                            |
| Folke Pettersson                  | Frälsningsarméns Scoutförbund                        | 1966       | 66     |                            |
| Folke Florén                      | Svenska Scoutförbundet                               | 1966       | 67     |                            |
| Olle Wik                          | IOGT:s scoutförbund                                  | 1966       | 68     |                            |
| Carl-Axel Axelsson                | KFUK-KFUM:s scoutförbund                             | 1968       | 69     |                            |
| Sten Kyhle                        | Svenska Scoutförbundet                               | 1968       | 70     |                            |
| Georg Malmkvist                   | Svenska Scoutförbundet                               | 1968       | 71     |                            |
| Åke Arvidsson                     | Svenska Scoutförbundet                               | 1969       | 72     |                            |
| Erik Ende                         | Svenska Scoutförbundet                               | 1969       | 73     | Avliden                    |
| John Thurman                      | Internationell                                       | 1969       | 74     |                            |
| Ingrid Ericsson                   | Svenska Scoutförbundet                               | 1970       | 75     |                            |
| Birger Svedmark                   | Svenska Scoutförbundet                               | 1970       | 76     |                            |
| Sven Faager                       | KFUK-KFUM:s scoutförbund                             | 1971       | 77     |                            |
| Sven Nyberg                       | Nykterhetsrörelsens scoutförbund                     | 1971       | 78     |                            |
| Rudolf Lundstam                   | Svenska Scoutförbundet                               | 1971       | 79     |                            |
| Nils Orrling                      | Svenska Scoutförbundet                               | 1971       | 80     |                            |
| Märta Norrman                     | Svenska Scoutförbundet                               | 1972       | 81     | Avliden                    |
| Bengt Hellekant                   | Svenska Scoutförbundet                               | 1972       | 82     |                            |
| Cecil Schmidt                     | Svenska Scoutförbundet                               | 1972       | 83     |                            |
| Maj-Britt Gustafsson              | KFUK-KFUM:s scoutförbund                             | 1972       | 84     |                            |
| Greta Göransson                   | Frälsningsarméns Scoutförbund                        | 1972       | 85     |                            |
| Eskil Olsson                      | Svenska Scoutförbundet                               | 1973       | 86     |                            |
| Nils W Johnson                    | Svenska Scoutförbundet                               | 1973       | 87     |                            |
| Mildred Gatenheim                 | Nykterhetsrörelsens scoutförbund                     | 1973       | 88     |                            |
| Astrid Magnusson                  | Svenska Scoutförbundet                               | 1974       | 89     |                            |
| Harry Dahlberg                    | Frälsningsarméns Scoutförbund                        | 1974       | 90     |                            |
| Gunnar Persson                    | Nykterhetsrörelsens scoutförbund                     | 1974       | 91     |                            |
| Dick Samuelsson                   | KFUK-KFUM:s scoutförbund                             | 1975       | 92     |                            |
| Gunnar Wännman                    | Svenska Scoutförbundet                               | 1975       | 93     |                            |
| Stig Larsson                      | Nykterhetsrörelsens scoutförbund                     | 1976       | 94     |                            |
| Stig Karlsson                     | Svenska Scoutförbundet                               | 1976       | 95     |                            |
| Lasse Westerberg                  | Svenska Scoutförbundet                               | 1976       | 96     |                            |
| Bengt Lundström                   | Svenska Scoutförbundet                               | 1977       | 97     |                            |
| Bror Persson                      | KFUK-KFUM:s scoutförbund                             | 1977       | 98     |                            |
| Jan Wikegård                      | Nykterhetsrörelsens scoutförbund                     | 1977       | 99     |                            |
| Stina Bäckström                   | Nykterhetsrörelsens scoutförbund                     | 1977       | 100    |                            |
| Nils Ivar Engberg                 | Nykterhetsrörelsens scoutförbund                     | 1978       | 101    |                            |
| Rolf Olsson                       | Frälsningsarméns Scoutförbund                        | 1979       | 102    |                            |
| Nils Nilsson                      | Frälsningsarméns Scoutförbund                        | 1979       | 103    |                            |
| Rune Lagerström                   | KFUK-KFUM:s scoutförbund                             | 1979       | 104    |                            |
| Aina Gustafsson                   | Nykterhetsrörelsens scoutförbund                     | 1979       | 105    |                            |
| Allan Hultén                      | Svenska Scoutförbundet                               | 1979       | 106    |                            |
| Hans Byström                      | KFUK-KFUM:s scoutförbund                             | 1980       | 107    |                            |
| Lennart Johansson                 | Svenska Scoutförbundet                               | 1980       | 108    |                            |
| Marianne Jornée                   | Svenska Scoutförbundet                               | 1980       | 109    |                            |
| Virge Hint                        | KFUK-KFUM:s scoutförbund                             | 1981       | 110    |                            |
| Fredrik Karlsson                  | Nykterhetsrörelsens scoutförbund                     | 1981       | 111    |                            |
| Hans Wachtmeister                 | Svenska Scoutförbundet                               | 1981       | 112    | Avliden                    |
| Eilertz Fryland                   | Svenska Scoutförbundet                               | 1981       | 113    |                            |
| Ulla Eek                          | Svenska Scoutförbundet                               | 1982       | 114    |                            |
| Carl-Olov Dovner                  | Nykterhetsrörelsens scoutförbund                     | 1983       | 115    |                            |
| Gerd Ek                           | Svenska Scoutförbundet                               | 1983       | 116    |                            |
| Bernt Rehn                        | Svenska Scoutförbundet                               | 1983       | 117    |                            |
| Gösta Seger                       | Frälsningsarméns Scoutförbund                        | 1983       | 118    |                            |
| Bertil Tunje                      | Svenska Scoutförbundet                               | 1983       | 119    |                            |
| Thage Pellnor                     | Frälsningsarméns Scoutförbund                        | 1983       | 120    |                            |
| Erik Eklundh                      | Svenska Scoutförbundet                               | 1984       | 121    |                            |
| Nils Sikström                     | Nykterhetsrörelsens scoutförbund                     | 1984       | 122    |                            |
| Ulf Hedwall                       | Svenska Scoutförbundet                               | 1984       | 123    |                            |
| Barbro Lönnehed                   | Nykterhetsrörelsens scoutförbund                     | 1985       | 124    |                            |
| Gunilla Engvall                   | KFUK-KFUM:s scoutförbund                             | 1985       | 125    |                            |
| Lars A Holmqvist                  | Svenska Scoutförbundet                               | 1985       | 126    |                            |
| Olof Gabrielsson                  | Svenska Scoutförbundet                               | 1985       | 127    |                            |
| Margareta Broon                   | Svenska Scoutförbundet                               | 1985       | 128    |                            |
| Elisabeth Tylén                   | Svenska Scoutförbundet                               | 1985       | 129    |                            |
| Gunvor Nilsson                    | Svenska Scoutförbundet                               | 1985       | 130    |                            |
| Nils Hillman                      | Svenska Scoutförbundet                               | 1986       | 131    |                            |
| Kung Carl XVI Gustaf              | Svenska Scoutförbundet                               | 1986       | 132    | 30 april 1946              |
| Holger Lundqvist                  | Nykterhetsrörelsens scoutförbund                     | 1986       | 133    |                            |
| Hans Siwe                         | Svenska Scoutförbundet                               | 1987       | 134    |                            |
| Christer Persson                  | KFUK-KFUM:s scoutförbund                             | 1988       | 135    |                            |
| Margit Persson                    | Nykterhetsrörelsens scoutförbund                     | 1988       | 136    |                            |
| Barbro Granlind                   | Svenska Scoutförbundet                               | 1988       | 137    |                            |
| Olle Alsén                        | Svenska Scoutförbundet                               | 1988       | 138    |                            |
| Ingegerd Karlsson                 | Svenska Scoutförbundet                               | 1988       | 139    |                            |
| Klas Löfgren                      | Svenska Scoutförbundet                               | 1988       | 140    |                            |
| Arne Björnberg                    | Svenska Scoutförbundet                               | 1988       | 141    | 10 juni 1951               |
| Kurt Pettersson                   | Svenska Scoutförbundet                               | 1988       | 142    |                            |
| Folke Andersson                   | Svenska Scoutförbundet                               | 1988       | 143    |                            |
| Lars Fromholt                     | Svenska Scoutförbundet                               | 1988       | 144    |                            |
| Lars Gejpel                       | Svenska Scoutförbundet                               | 1989       | 145    |                            |
| Anna-Lisa Norrman                 | Svenska Scoutförbundet                               | 1989       | 146    |                            |
| Marianne Sillén                   | Svenska Scoutförbundet                               | 1989       | 147    |                            |
| Etty Seger                        | Nykterhetsrörelsens scoutförbund                     | 1989       | 148    |                            |
| Herta Wassgren                    | Frälsningsarméns Scoutförbund                        | 1989       | 149    |                            |
| Anders Eriksson                   | Svenska Scoutförbundet                               | 1989       | 150    |                            |
| Ingegerd Andersson                | Nykterhetsrörelsens scoutförbund                     | 1990       | 151    |                            |
| Ulla Eriksson                     | Nykterhetsrörelsens scoutförbund                     | 1990       | 152    |                            |
| Bror Sandström                    | Svenska Scoutförbundet                               | 1990       | 153    |                            |
| Torvald Hagstedt                  | Svenska Scoutförbundet                               | 1990       | 154    |                            |
| Ingemar Atteryd                   | KFUK-KFUM:s scoutförbund                             | 1991       | 155    |                            |
| Ingrid Lehnberg                   | Frälsningsarméns Scoutförbund                        | 1991       | 156    |                            |
| Solveig Wollstad                  | KFUK-KFUM:s scoutförbund                             | 1992       | 157    | 9 oktober 1953             |
| Johan Rosén                       | KFUK-KFUM:s scoutförbund                             | 1992       | 158    |                            |
| Eje Rosén                         | Nykterhetsrörelsens scoutförbund                     | 1992       | 159    |                            |
| Karl-Erik Nilsson                 | Nykterhetsrörelsens scoutförbund                     | 1992       | 160    |                            |
| Tommy Rosengren                   | Svenska Scoutförbundet                               | 1992       | 161    |                            |
| Georg Sterzel                     | Svenska Scoutförbundet                               | 1992       | 162    |                            |
| Gunnar Collin                     | KFUK-KFUM:s scoutförbund                             | 1993       | 163    |                            |
| Esse Melin                        | Frälsningsarméns Scoutförbund                        | 1993       | 164    | 17 februari 1928           |
| Monica Alsén                      | Svenska Scoutförbundet                               | 1993       | 165    |                            |
| Rolf Schnackenburg                | Svenska Scoutförbundet                               | 1993       | 166    |                            |
| Christina Alamaa                  | Svenska Scoutförbundet                               | 1994       | 167    |                            |
| Sten Brattberg                    | Svenska Scoutförbundet                               | 1996       | 168    | 20 december 1946           |
| Anita Lindqvist                   | Svenska Scoutförbundet                               | 1996       | 169    |                            |
| Jan-Ingvar Andersson              | Svenska Scoutförbundet                               | 1996       | 170    |                            |
| Arne Alhbin                       | Frälsningsarméns Scoutförbund                        | 1996       | 171    |                            |
| Harriet Jakobsson                 | Svenska Scoutförbundet                               | 1997       | 172    |                            |
| Monica Andersson                  | Nykterhetsrörelsens scoutförbund                     | 1997       | 173    |                            |
| Anders Brodin                     | KFUK-KFUM:s scoutförbund                             | 1998       | 174    |                            |
| Mats Pettersson                   | KFUK-KFUM:s scoutförbund                             | 2002       | 175    |                            |
| Leif Linde                        | Frälsningsarméns Scoutförbund                        | 2002       | 176    |                            |
| Garnet de la Hunt                 | Internationell                                       | 2002       | 177    |                            |
| Lasse Karlsson                    | Nykterhetsrörelsens scoutförbund                     | 2002       | 178    | Avliden                    |
| Sten Junker                       | Folke Bernadottestiftelsen                           | 2003       | 179    | 12 juli 1941               |
| Folke Bernadotte                  | Folke Bernadottestiftelsen                           | 2003       | 180    |                            |
| Jörgen Rasmussen                  | Internationell                                       | 2005       | 181    |                            |
| Sven-Erik Ragnar                  | Svenska Scoutförbundet                               | 2005       | 182    | Avliden                    |
| Hans Gerlach                      | KFUK-KFUM:s scoutförbund                             | 2006       | 183    |                            |
| Göran Hägerdal                    | Svenska Scoutrådet/ Nykterhetsrörelsens Scoutförbund | 2007       | 184    | 11 mars 1966               |
| Inger Thrysin                     | Frälsningsarméns Scoutförbund                        | 2008       | 185    |                            |
| Hans Lundberg                     | Nykterhetsrörelsens Scoutförbund                     | 2009       | 186    |                            |
| Anders Lettström                  | Svenska Scoutrådet                                   | 2009       | 187    |                            |
| Ann Olsson                        | Svenska Scoutförbundet                               | 2009       | 188    |                            |
| Fredrik Krantz                    | Nykterhetsrörelsens Scoutförbund                     | 2009       | 189    | 1 augusti 1967             |
| Johan Strid                       | Svenska Scoutförbundet                               | 2010       | 190    | 19 februari 1969           |
| Rick Cronk                        | Internationell                                       | 2011       | 191    |                            |
| Camilla Lindquist                 | Svenska Scoutförbundet                               | 2011       | 192    |                            |
| Wayne Perry                       | Internationell                                       | 2011       | 193    |                            |
| Marie Reinicke                    | Svenska Scoutförbundet                               | 2011       | 194    | 17 september 1981          |
| Lars Carlsson                     | Svenska Scoutförbundet                               | 2012       | 195    |                            |
| Eric Knochenhauer                 | Svenska Scoutförbundet                               | 2012       | 196    | Avliden                    |
| Erik Sillén                       | Svenska Scoutförbundet                               | 2012       | 197    |                            |
| Helene Gestrin                    | Scouterna                                            | 2013       | 198    |                            |
| Göran Berglund                    | Scouterna                                            | 2016       | 199    |                            |
| Lotta Ahlm                        | Scouterna                                            | 2016       | 200    |                            |
| Nina Fleck                        | Scouterna                                            | 2016       | 201    | 13 september 1976          |
| Jan Månsson                       | Scouterna                                            | 2016       | 202    |                            |
| Katarina Hedberg                  | Scouterna                                            | 2018       | 203    |                            |
| Fredrik Gottlieb                  | Scouterna                                            | 2019       | 204    | 9 december 1947            |
| Anna Löfgren                      | Scouterna/Nykterhetsrörelsens Scoutförbund           | 2019       | 205    |                            |
| Ragnhild Fahleryd                 | Scouterna                                            | 2019       | 206    | 23 april 1968              |
| Bodil Hansen                      | Scouterna/Nykterhetsrörelsens Scoutförbund           | 2021       | 207    |                            |
| Ingrid Greiby                     | Scouterna/KFUM                                       | 2021       | 207    | 22 mars 1960               |
| Kiki Hall                         | Scouterna                                            | 2022       | 209    |                            |
| Inger Ekvall                      | Scouterna                                            | 2022       | 210    |                            |
| Sigbritt Sibban Andersson         | Scouterna/Nykterhetsrörelsens Scoutförbund           | 2022       | 211    |                            |
| Dalle Berglund                    | Scouterna                                            | 2023       | 212    |                            |
| Birgitta Persson                  | Scouterna/Nykterhetsrörelsens Scoutförbund           | 2024       | 213    |                            |
| Ove Ernström                      | Scouterna/Nykterhetsrörelsens Scoutförbund           | 2024       | 214    |                            |
| Kerstin Bergsten                  | Scouterna                                            | 2024       | 215    |                            |
| Fredrik Mandelin                  | Scouterna                                            | 2024       | 216    |                            |
| Viktor Lundqvist                  | Scouterna                                            | 2024       | 217    | 20 maj 1985                |
| Mats Dellham                      | Scouterna                                            | 2025       | 218    |                            |